# Amy Gough
Amy Gough (* 24. August 1977 in Williams Lake) ist eine ehemalige kanadische Skeletonpilotin.
Amy Gough betrieb seit 2002 Skeletonsport und gehört seit 2006 dem kanadischen Nationalkader an. Sie wurde vom Deutschen Willi Schneider trainiert. Die Calgaryanerin debütierte international im Dezember 2002 beim America’s Cup, nachdem sie sich zuvor bei den nationalen Ausscheidungen nicht für die Olympischen Winterspiele 2002 in Salt Lake City qualifizieren konnte. Auf ihrer Heimbahn in Calgary wurde sie Elfte. Es dauerte mehrere Jahre, bis sie hier 2005 bei einem Sieg in Calgary ihren endgültigen Durchbruch schaffte. Nachdem sie daraufhin an selber Stelle einen weiteren Sieg feierte, konnte sie erstmals an Rennen in Europa bei Skeleton-Europacup teilnehmen, bei der ihre beste Platzierung ein zweiter Rang in St. Moritz war.
In den internen Ausscheidungen zum Weltcup konnte sich Gough im Oktober 2006 durchsetzen und startete seitdem in ihrer ersten Saison im Weltcup. Nachdem sie als 20. auf ihrer Heimbahn noch einen mäßigen Einstand hatte, konnte sie sich mit jedem Rennen steigern und belegte zuletzt in Igls und Winterberg jeweils den vierten Platz. In der Saison 2007/08 startete die Kanadierin im neu geschaffenen Skeleton-Intercontinentalcup, gewann dort eines der sechs Rennen und belegte den dritten Platz in der Gesamtwertung. Dort startete Gough auch in der Folgesaison. Sie gewann ein Rennen in Lake Placid und zwei Rennen in Cesana Pariol. Damit verbuchte sie die meisten Saisonsiege. Einmal wurde sie zudem Zweite. Dennoch musste sie sich in der Gesamtwertung knapp Katharina Heinz geschlagen geben. Zum Beginn der Saison 2009/10 erreichte Gough mit Rang zwei in Park City ihr bestes Weltcup-Resultat. Zudem wurde sie bei zwei vorolympischen Intercontinental-Cups in Calgary Zweitplatzierte. Bei den Olympischen Winterspielen 2010 in Vancouver belegte sie den 7. Platz. Bei den kanadischen Meisterschaften 2010 wurde  Gough hinter Mellisa Hollingsworth Vizemeisterin. In der Saison 2010/11 erreichte sie drei dritte Plätze im Weltcup und wurde in der Gesamtwertung Fünfte. Bei der Weltmeisterschaft in Königssee erreichte sie Platz sieben.